# Aleksandr Łuczinski
Aleksandr Aleksandrowicz Łuczinski (ros. Алекса́ндр Алекса́ндрович Лучи́нский, ur. 25 lutego?/10 marca 1900 w Kijowie, zm. 25 grudnia 1990 w Moskwie) – radziecki dowódca wojskowy, generał armii, Bohater Związku Radzieckiego (1945).

## Życiorys
Z pochodzenia Rosjanin. Skończył szkołę realną, pracował w magazynach w Saratowie.
W 1919 wstąpił do Armii Czerwonej, brał udział w wojnie domowej w Rosji jako dowódca plutonu i szwadronu.
Po wojnie był komendantem szkoły pułkowej i szefem sztabu pułku, 1927 skończył szkołę wojskową, a 1930 kursy doskonalenia kadry dowódczej, 1936 został dowódcą pułku w Środkowoazjatyckim Okręgu Wojskowym. W latach 1937–1938 brał udział w wojnie chińsko-japońskiej, 1940 ukończył Akademię Wojskową im. Frunzego i został szefem sztabu dywizji, a w kwietniu 1941 dowódcą dywizji. Od listopada 1942 na czele dywizji walczył w stopniu pułkownika na Froncie Zakaukaskim i Froncie Północno-Kaukaskim, brał udział w obronie Kaukazu, operacji północnokaukaskiej i krasnodarskiej, 31 marca 1943 awansowany na generała majora, 25 kwietnia 1943 został dowódcą 3 Korpusu (do 10 marca 1944), od 1943 należał do WKP(b). Uczestnik operacji noworosyjsko-tamańskiej, od 26 marca do 28 kwietnia 1944 dowódca 83 Dywizji, uczestnik operacji krymskiej i walk na Półwyspie Kerczeńskim i walk o Jałtę i Sewastopol. Od 17 kwietnia do 20 maja 1944 ponownie dowódca 3 Korpusu, od 21 maja do czerwca 1945 dowódca 28 Armii 1 Frontu Białoruskiego/3 Frontu Białoruskiego/1 Frontu Ukraińskiego, od 24 maja 1944 generał porucznik, podczas operacji białoruskiej uczestnik walk o Wilejkę, Mińsk, Baranowicze i Brześć, a od stycznia do marca 1945 uczestnik operacji wschodniopruskiej.
Uchwałą Prezydium Rady Najwyższej ZSRR z 19 kwietnia 1945 „za umiejętne dowodzenie wojskami w Operacji Wschodniopruskiej i przejawianie przy tym męstwa i odwagi” otrzymał tytuł Bohatera Związku Radzieckiego. W kwietniu 1945 dowodzona przez niego armia wzięła udział w operacji praskiej i w operacji berlińskiej. Od czerwca do września 1945 dowódca 46 Armii, która w składzie Frontu Zabajkalskiego wzięła udział w rozgromieniu wojsk japońskiej Armii Kwantuńskiej na Dalekim Wschodzie, następnie 1945-1947 dowodził 4 Armią; 8 września 1945 awansowany na generała pułkownika. W 1948 ukończył Wyższe Kursy Akademickie przy Akademii sztabu Generalnego, 1948-1949 dowodził 3 Armią Uderzeniową, od kwietnia do września 1949 był zastępcą Głównodowodzącego Grupą Wojsk Radzieckich w Niemczech, a od września 1949 do kwietnia 1953 dowodził wojskami Leningradzkiego Okręgu Wojskowego. Od 14 października 1952 do 17 października 1961 zastępca członka KC KPZR, 1953-1957 dowódca wojsk Turkiestańskiego Okręgu Wojskowego, 8 sierpnia 1955 mianowany generałem armii, 1957-1958 I zastępca dowódcy wojsk Białoruskiego Okręgu Wojskowego, 1958-1964 I zastępca głównego inspektora Ministerstwa Obrony ZSRR, następnie członek Grupy Generalnych Inspektorów Ministerstwa Obrony ZSRR. Deputowany do Rady Najwyższej ZSRR od 2 do 4 kadencji (1946-1958). Pochowany na Cmentarzu Nowodziewiczym. Honorowy obywatel Brześcia (1975).

## Odznaczenia
- Złota Gwiazda Bohatera Związku Radzieckiego (19 kwietnia 1945)
- Order Lenina (trzykrotnie, w tym 1 kwietnia 1943, 19 kwietnia 1945)
- Order Rewolucji Październikowej (21 marca 1980)
- Order Czerwonego Sztandaru (czterokrotnie)
- Order Suworowa I klasy (trzykrotnie- 23 lipca 1944, 29 maja 1945 i 8 września 1945)
- Order Kutuzowa I klasy (16 maja 1944)
- Order Suworowa II klasy (25 października 1943)
- Order Czerwonej Gwiazdy (22 lutego 1968)
- Order Czerwonego Sztandaru Pracy Uzbeckiej SRR
- Order Za Służbę Ojczyźnie w Siłach Zbrojnych ZSRR III klasy (30 kwietnia 1975)
- Order Klementa Gottwalda (Czechosłowacka Republika Socjalistyczna, 1975)

I medale.